# 7-й избирательный округ Иллинойса
7-й избирательный округ Иллинойса — избирательный округ Палаты представителей США в штате Иллинойс, представленный в Конгрессе членом Демократической партии Дэнни Дэвисом с 1997 года. Округ включает в себя часть города Чикаго и такие районы, как Ок-Парк, Форест-Парк, Мейвуд и другие.
Из-за перераспределения избирательных округов в США каждые десять лет 7-й округ, как и другие округа Иллинойса, на протяжении всей своей истории менялся. В середине XIX века Авраам Линкольн представлял его в Конгрессе, прежде чем был избран президентом, хотя его дом сейчас находится в 13-м избирательном округе Иллинойса, а большая часть бывшей территории его округа теперь находится в 15-м округе.

## История
Округ был создан в 1843 году после перераспределения округов по результатам переписи населения 1840 года. С 1948 ни один республиканец не побеждал на выборах в этом округе, из-за чего 17-й округ считается одним из самых надежных для Демократической партии.
С 1997 года округ представляет политик Дэнни Дэвис, который регулярно переизбирается с большим отрывом. В 2024 году Камала Харрис получила здесь более 80% голосов.
После перераспределения избирательных округов в 2020 году 17-й округ по-прежнему в основном включает в себя в центральную и юго-западную часть Чикаго, а также в центральную часть округа Кук.

## 7-й округ на выборах
| Год  | Тип выборов   | Результаты        |
| ---- | ------------- | ----------------- |
| 2008 | Президентские | Обама 89% - 10%   |
| 2012 | Президентские | Обама 88% - 12%   |
| 2016 | Президентские | Клинтон 86% - 10% |
| 2020 | Президентские | Байден 86% - 13%  |
| 2024 | President     | Харрис 81% - 17%  |